# Blessing in Disguise
Blessing in Disguise es el tercer álbum de estudio de la banda estadounidense de heavy metal Metal Church publicado en 1989 por Elektra Records. Este es el primer trabajo con el vocalista Mike Howe y el guitarrista John Marshall, quienes reemplazaron a David Wayne y a Kurdt Vanderhoof, respectivamente. Ha sido considerado como uno de sus trabajos más diversos, ya que no solo mezcla heavy metal con thrash metal, sino que también añaden toques del metal progresivo. En abril de 1989 llegó hasta el puesto 75 en la lista estadounidense Billboard 200, estableciéndose como su disco mejor posicionado de su carrera hasta entonces.

## Comentarios de la crítica
Después de que salió al mercado, logró reseñas mayormente positivas por parte de la prensa especializada. Jason Anderson de Allmusic mencionó que quizás era su mejor disco y la entrada de Howe le brindó al grupo una «explosión de energía» que usaron para crear «algo del mejor metal underground estadounidense de la década». Don Kaye de la revista Kerrang! lo nombró como un «álbum impredecible» y lamentó «una falta de dirección, una ausencia de enfoque que hace que el registro fluctúe entre grandeza y mera mediocridad». Asimismo fue crítico con la voz de Howe, que en algunas partes «aparece como un gritón de diez centavos», aunque la excepción fue en «Anthem to the Estranged» y «Badlands» las que consideró como las mejores canciones. A diferencia de Kaye, Martin Popoff elogió la actuación de Howe y la producción de Terry Date, que convirtió a «la banda en una torre de fuerza renovada y actualizada, una máquina impulsada por una guitarra preparada para aturdir». Frank Trojan de Rock Hard dijo que era un buen álbum en general, «aunque es mejor que el predecesor The Dark, todavía está a años luz del hito Metal Church».

## Lista de canciones
Todas las canciones escritas por Kurdt Vanderhoof y Craig Wells, a menos que se indique lo contrario.

| N.º | Título                            | Escritor(es)                 | Duración |  |
| 1.  | «Fake Healer»                     |                              | 5:55     |  |
| 2.  | «Rest In Pieces (April 15, 1912)» |                              | 6:38     |  |
| 3.  | «Of Unsound Mind»                 | John Marshall, Wells         | 4:44     |  |
| 4.  | «Anthem To The Estranged»         |                              | 9:31     |  |
| 5.  | «Badlands»                        | Mike Howe, Vanderhoof, Wells | 7:21     |  |
| 6.  | «The Spell Can't Be Broken»       | Marshall, Vanderhoof, Welss  | 6:46     |  |
| 7.  | «It's A Secret» (instrumental)    | Wells                        | 3:47     |  |
| 8.  | «Cannot Tell A Shit»              | Marshall, Vanderhoof, Wells  | 4:17     |  |
| 9.  | «The Powers That Be»              |                              | 5:22     |  |

## Músicos
- Mike Howe: voz
- Craig Wells: guitarra
- John Marshall: guitarra
- Duke Erickson: bajo
- Kirk Arrington: batería